# Родін Михайло Наумович
Михайло Наумович Родін (1893, село Дубовий Умьот Самарського повіту Самарської губернії, тепер Волзького району Самарська область, Російська Федерація — розстріляний 28 липня 1938, місто Москва) — радянський партійний діяч, 1-й секретар Кіровського обкому ВКП(б). Депутат Верховної Ради СРСР 1-го скликання (у 1937—1938 роках).

## Біографія
Народився в родині чорнороба. У 1905 році закінчив початкову сільську школу в селі Дубовий Умьот (Дубово-Умьот). З травня 1905 по червень 1907 року — пастух, наймит у заможних селян в селі Дубовий Умьот (Дубово-Умьот).
У серпні 1907 — вересні 1913 року — чорнороб торгівельних підприємств Гілякова, складальник-слюсар складу сільськогосподарських машин Толкачова в Самарі. У жовтні 1913 — серпні 1915 року — торговий службовець Альшепецького в місті Самарі.
У серпні 1915 — квітні 1918 року — рядовий 155-го піхотного полку російської армії, слюсар авточастини воєнізованих автомайстерень в Астрахані, Петрограді і в місті Родники Шуйського повіту Владимирської губернії.
У квітні 1918 — березні 1921 року — слюсар 2-го державного авторемонтного заводу в місті Родники Шуйського повіту Владимирської губернії.
Член РКП(б) з жовтня 1919 року.
У березні — липні 1921 року — завідувач відділу пропаганди і агітації Родниковського районного комітету РКП(б) Владимирської губернії.
У вересні 1921 — липні 1924 року — студент Комуністичного університету імені Свердлова в Москві.
У серпні 1924 — червні 1925 року — пропагандист Канавінського районного комітету РКП(б) міста Нижнього Новгорода.
У червні 1925 — травні 1927 року — секретар партійних колективів (комітетів ВКП(б)) заводів «Червона Етна» та імені Жовтневої Революції міста Нижнього Новгорода.
У травні 1927 — листопаді 1928 року — завідувач відділу пропаганди і агітації Канавінського районного комітету ВКП(б) міста Нижнього Новгорода.
У листопаді 1928 — березні 1929 року — відповідальний секретар Кулебакського районного комітету ВКП(б) Нижньогородської губернії.
У березні 1929 — квітні 1930 року — завідувач відділу пропаганди і агітації Муромського окружного комітету ВКП(б) Нижньогородського краю.
У квітні — червні 1930 року — голова Муромської окружної ради професійних спілок.
У червні — листопаді 1930 року — завідувач організаційного відділу Муромського окружного комітету ВКП(б) Нижньогородського краю.
У листопаді 1930 — лютому 1932 року — голова Нижньогородської крайової ради професійної спілки будівельників.
У лютому 1932 — березні 1934 року — завідувач відділу кадрів Горьковського крайового комітету ВКП(б).
У березні — грудні 1934 року — секретар Канавінського районного комітету ВКП(б) міста Горького.
У грудні 1934 — січні 1937 року — завідувач промислово-транспортного відділу Кіровського крайового комітету ВКП(б).
5 лютого — 11 червня 1937 року — 2-й секретар Кіровського обласного комітету ВКП(б).
18 червня 1937 — 7 березня 1938 (фактично до кінця грудня 1937) року — 1-й секретар Кіровського обласного комітету ВКП(б). Входив до складу особливої трійки, створеної за наказом НКВС СРСР від 30 липня 1937 року, брав активну участь у сталінських репресіях.
У грудні 1937 — березні 1938 року — 1-й заступник народного комісара лісової промисловості СРСР.
11 травня 1938 року заарештований органами НКВС СРСР у Москві. 28 липня 1938 року Військова колегія Верховного Суду СРСР засудила Михайла Родіна до розстрілу. Розстріляний того ж дня, похований на полігоні «Комунарка» в Московській області.
11 лютого 1956 року Військовою колегією Верховного Суду СРСР реабілітований посмертно.